# Latiniserade namn
Latinsering av namn avser den översättning av namn, speciellt på personer, till latin som var allmänt förekommande bland de högre och bildade klasserna från medeltiden till 1700-talet. Anledningen till detta var att det internationella språket under denna period var latin, och, då det man skrev ofta avfattades på latin, så angav man sitt namn "på samma språk" - samtidigt som det även var en statusmarkering. Under 1700-talet tog franskan över som dominerande språk och latiniseringen av namn avklingade därmed.
Latinisering skall inte blandas samman med romanisering, att skriva ett namn eller ord som skrivs med ett annat alfabet translittererat till det latinska alfabetet.

## Exempel
- Carolus Linnaeus för Carl von Linné.[3]
- Regiomontanus för Johannes Müller von Königsberg (Regio från rex=kung (König) och montanus från mons=berg).
- Olaus Petri för Olof Pettersson (och hans bror Laurentius Petri Nericius, det vill säga Lars Petterson från Närke).

Bland latiniserade förnamnsformer märks exempelvis:
- Carola, femininform av Carolus, latinisering av Karl.
- Gunilla, latinisering av Gunhild.

## Inom biologi
Inom botaniken latiniseras namn på släkten härledda från personnamn i den mening att de ges en feminin ändelse (exempel Adansonia från Michel Adanson, Didierea från Alfred Grandidier), medan artnamn härledda från personnamn, länder eller platser ges antingen en genitivändelse (exempel grandidieri, saharae) eller en adjektivändelse (exempel clusianus efter Carolus Clusius – som i sin tur är en latinsering av Charles L'Escluse, som levde 1526–1609 då latinisering av själva personnamnet var bruklig – suecicus, gotlandica).